# Oxyethira picita
Oxyethira picita är en nattsländeart som beskrevs av Harris och Davenport 1999. Oxyethira picita ingår i släktet Oxyethira och familjen smånattsländor. Inga underarter finns listade i Catalogue of Life.